# Trendon Watford

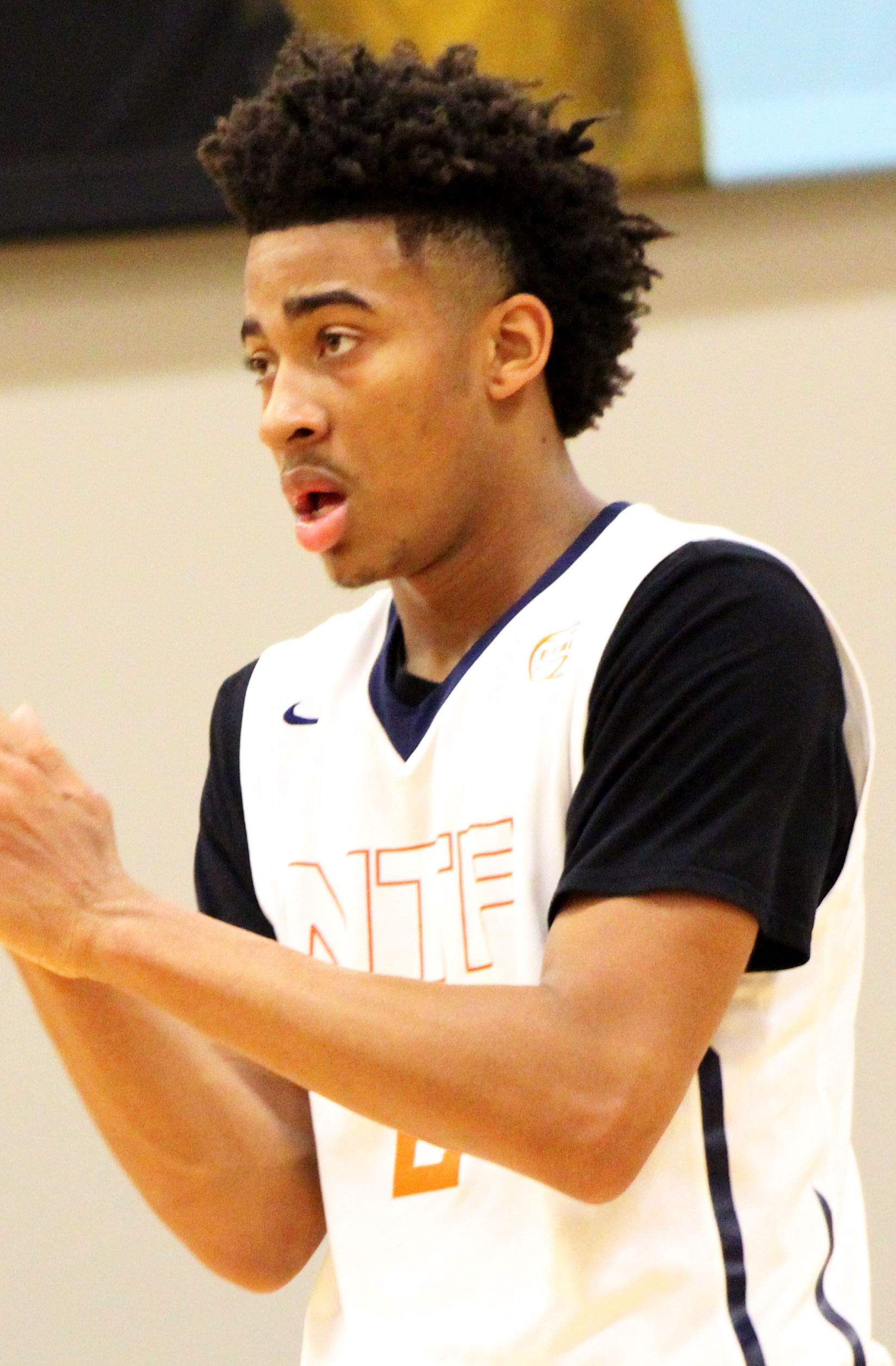
Trendon Watford, 2017.

Trendon Nelson Watford, född 9 november 2000 i Birmingham i Alabama, är en amerikansk professionell basketspelare (PF/SF) som spelar för Philadelphia 76ers i National Basketball Association (NBA). Han har tidigare spelat för Portland Trail Blazers och Brooklyn Nets.
Watford blev aldrig NBA-draftad.
Innan han blev proffs studerade Watford på Louisiana State University och spelade för deras idrottsförening LSU Tigers.